# پیز دال راس
پیز دال راس (به لاتین: Piz dal Ras) یک کوه در سوئیس است که در کانتون گراوبوندن واقع شده‌است. پیز دال راس ۳٬۰۲۸ متر بالاتر از سطح دریا واقع شده‌است.